# Patricio Aylwin
Patricio Aylwin Azócar, född 26 november 1918 i Viña del Mar, död 19 april 2016 i Santiago, var Chiles förste demokratiske president efter militärdiktaturen. Han var president mellan 1990 och 1994.

## Utmärkelser
- Kedja av Order pro merito Melitensi,  1990
- Kedja av Isabella den katolskas orden,  11 oktober 1990[3][4]
- Storkors med kedja av Karl III:s orden,  5 april 1991[5][6]
- Storkorsriddare med kedja av Republiken Italiens förtjänstorden,  17 april 1991[7]
- Storkedja av Portugals frihetsorden,  26 augusti 1992[8]
- Österrikiska republikens förtjänstorden i guld,  1993[9]
- Hedersdoktor vid Sorbonne-universitetet i Paris,  12 januari 1994[10]
- Hedersdoktor vid Sorbonne-universitetet i Paris,  26 april 1994[11]
- Hedersdoktor vid Georgetownuniversitet,  1995
- Fulbright Prize,  1998
- Hedersdoktor vid University of Notre Dame
- Hedersdoktor
- Hedersdoktor vid Wasedauniversitetet
- Hedersdoktor vid Santiagos universitet
- Chilenska förtjänstorden
- Nord-Syd-priset
- Hedersdoktor vid Wasedauniversitetet
- Storkors av Bernardo O'Higgins-orden
- Jamaicaorden
- Hedersdoktor vid Universitetet i Parma
- Fulbright-programmet
- Hedersdoktor vid Santiagos universitet

[Redigera Wikidata]